# Onocephala vittipennis
Onocephala vittipennis là một loài bọ cánh cứng trong họ Cerambycidae.